# Le Forgeur de tempos
Albums de Richard Gotainer
Contes de traviole
(1979)
Singles
1. Polochon blues
Sortie : 1977
2. Confetti
Sortie : 1977

Le Forgeur de tempos est le premier album studio de Richard Gotainer, sorti en 1977 chez Philips.
Il contient l'un des premiers succès du chanteur, venu du monde de la pub : Polochon Blues.

## Titres
Toutes les paroles sont écrites par Richard Gotainer, toute la musique est composée par Claude Engel sauf L'empereur du flipper, par Christian Lachèze.
| 1.    | Le moustique            | 2:22 |
| 2.    | Buée                    | 3:55 |
| 3.    | Too moo                 | 3:51 |
| 4.    | Sacré déconneur         | 3:55 |
| 5.    | Le forgeur de tempos    | 5:06 |
| 6.    | L'empereur du flipper   | 2:40 |
| 7.    | Polochon blues          | 4:20 |
| 8.    | Le taquin et la grognon | 2:50 |
| 9.    | Confetti                | 3:26 |
| 10.   | Fais-moi une chanson    | 4:20 |
| 36:54 |                         |      |

## Crédits
- Pierre-Alain Dahan - batterie sur Sacré déconneur, Polochon blues, Le taquin et la grognon et Fais-moi une chanson
- Claude Engel - Tous les instruments (sauf batterie), chœurs additionnels sur Sacré déconneur, Le forgeur de tempos et L'empereur du flipper
- Richard Gotainer - chanteur, chœurs, pipeaux, appeaux, grelots
- Christian Lété - batterie sur Le forgeur de tempos, L'empereur du flipper et Confetti

- Publié aux éditions Gatkess

## Singles

### Single non extrait de l'album
- 1976 : Je rêve que je vais / L'homme à l'auto

### Extraits de l'album
- 1977 : Polochon Blues / Le Moustique
- 1977 : Confetti / Le Taquin et la Grognon
- 1977 : Fais-moi une chanson / Le forgeur de tempos (Philips 6837 384 - pochette dépliante avec deux bandes dessinées illustrant les chansons) (sorti uniquement en promo ?)